# Can Salim-Giasar
Can Salim-Giasar (* 1997) ist ein deutscher Poolbillardspieler.

## Karriere
Im April 2012 erreichte Can Salim-Giasar erstmals das Finale der Deutschen Jugend-Meisterschaft im 14/1 endlos sowie im 10-Ball der U-17-Junioren und unterlag dort jeweils Joshua Filler. Im August desselben Jahres wurde er bei der Jugend-Europameisterschaft Dritter im 9-Ball sowie im 10-Ball der Schüler. Im Oktober 2012 gewann er mit Bronze im 9-Ball seine erste Medaille bei der Deutschen Meisterschaft der Herren. Bei der Jugend-Meisterschaft 2013 wurde er durch Finalsiege gegen Joshua Filler beziehungsweise Kevin Schiller Deutscher U-17-Meister im 8-Ball und im 10-Ball. Im Juni 2013 erreichte er beim 9-Ball-Wettbewerb des Deurne City Classic den dritten Platz. Zwei Monate später gewann er bei der Jugend-EM die Bronzemedaille im 9-Ball der Schüler.
Im August 2014 erreichte Salim-Giasar bei den Slovenian Open erstmals die Finalrunde eines Euro-Tour-Turniers und schied im Sechzehntelfinale mit 7:9 gegen den Engländer Richard Jones aus. Im April 2015 wurde er im Finale gegen Jannik Schmitt Deutscher U-19-Meister im 9-Ball.
Mit der zweiten Mannschaft von Joker Kamp-Lintfort gelang Salim-Giasar 2012 der Aufstieg in die Regionalliga. 2013 wechselte er zum PBC Schwerte 87, mit dem er 2014 in die 1. Bundesliga aufstieg und 2015 Deutscher Meister wurde.